# Георгиевка (Иркутская область)
Георгиевка — деревня в Тайшетском районе Иркутской области России. Входит в состав Тальского муниципального образования. Находится примерно в 52 км к юго-западу от районного центра.

## Население
По данным Всероссийской переписи, в 2010 году в деревне проживало 10 человек (6 мужчин и 4 женщины).